# Robert Bober
Robert Bober (Berlino, 17 novembre 1931) è un giornalista e scrittore francese.

## Biografia
Ad agosto del 1933 è costretto a fuggire a Parigi a causa delle sue origini ebraiche. Si diploma ed intraprende varie attività lavorative come il sarto e l'educatore quindi diviene assistente di François Truffaut. Dal 1967 è autore di programmi televisivi e documentari per i quali vince il premio Grand Prix (1991) della Società civile degli autori multimediali. Da citare è un film su Ellis Island (Récits d'Ellis Island, histoires d'errance et d'espoir INA – 1979) realizzato in collaborazione con il suo amico Gorges Perec, che ci permette di rivivere le emozioni e i luoghi che incontravano gli emigranti quando ad inizio XX secolo arrivavano negli Stati Uniti.

## Opere
Oltre all'attività televisiva ha scritto tre libri di successo:
- Che c'è di nuovo sulla guerra? (Quoi de neuf sur la guerre?) (1983).
- Berg e Beck (Berg et Beck) (1999).
- Qualcuno di non desiderabile (libera traduzione del titolo originario Laissé-pour-compte) (2005).

### Primo libro
La storia è ambientata in una sartoria parigina nel 1945-1946 ove arrivano lontani echi di vicende della guerra. I personaggi, tutti di religione ebraica, sono dei sopravvissuti all'Olocausto che ripensano al loro passato, ai dolori e alle gioie della loro vita. Bober ci invita a rivivere i loro pensieri e i loro tentativi di riprendere una vita normale dopo Auschwitz. 

### Secondo libro
Ambientato negli anni della guerra e dell'immediato dopoguerra e narra le vicende di due ragazzi di venti (Berg) ed undici (Beck) che si conoscono durante la guerra nel 1942, quindi Beck viene arrestato insieme alla famiglia e Berg non ne saprà più nulla. Nel 1952 egli diviene educatore in una casa per figli di deportati e l'ambiente gli fa rivivere il suo passato, scrive delle lettere a Beck che naturalmente rimarranno solo come una sorta di diario interiore ove far emergere le gioie e i dolori di una giovinezza quasi non vissuta.

### Terzo libro
L'ambientazione è nuovamente quell'atelier di moda del primo libro, ma qualche anno più tardi ossia dal 1949 al 1964. Questo è il racconto fatto dal punto di vista di tre abiti per signora che nessun cliente pare voglia acquistare in quanto difettosi, forse (Laissé-pour-compte che è il titolo originale del testo si riferisce proprio a qualche cosa di non voluto, a merce o persone non gradite) e che restano a languire nella sartoria finché non trovano il loro destino e mentre due finiscono rispettivamente in un teatro e ad una studentessa del terzo non si sa nulla fino quasi alla fine del romanzo. Il meccanismo narrativo dell'autore gli permette di evocare la vita di una Parigi di altri tempi, nel contempo di sviluppare ulteriormente il tema della memoria storica e dell'emarginazione nel periodo della ricostruzione nel dopoguerra.